# ニール・フランシス・ホーキンス
ニール・フランシス・ホーキンス（Niel Francis Hawkins、1903年 - 1950年12月25日）は、第二次世界大戦前後に活動した、イギリスのファシズム運動を代表する人物の一人。

## 経歴
ホーキンスは、外科医療機器の販売を生業とし、同性愛者であり、有名な16世紀の私掠船船長ジョン・ホーキンスの子孫だった。ホーキンスは、1923年結成のイギリスファシスト党に最初期から関わり、やがて3名で構成される中央委員会のメンバーとなり、女性党首ロウサ・リントーン＝オーマンよりも党首にふさわしいという声が男性党員の間に聞かれるほどの存在になった。しかし、ホーキンスは、リントーン＝オーマン党首との対立を契機に、1932年に党を割って、多数の同調者と共にオズワルド・モズレー卿のイギリスファシスト連盟 (British Union of Fascists: BUF) に参加する。BUFに入党すると、同党の私兵組織である民族防衛隊 (National Defence Force) の副司令官となり、その後も昇格を重ね、ロンドン地域代表、総務主任を経て、党の事務総長となり、党内で実質的にモズレー卿に次ぐナンバー２の地位を手に入れた。この間、ホーキンスは、ロイヤル・アルバート・ホールやオリンピアにおける大集会を成功させるなど、組織指導者としての手腕を発揮した。
党内でモズレー卿に次ぐ地位に就いたホーキンスは、BUF党員に通常のスーツの下に黒いシャツを着用することを広めた。これは、1936年の公共秩序法によって制服を着用した示威活動が禁じられたことに対抗し、党のアイデンティティを保つための方策であった。軍国主義を堅い信念としていたホーキンスは、党の軍事部門を率い、ジョン・ベケット、ビル・リズデン、F・M・ボックスらの、BUFをより通常の政党に近寄せようとする工作に抵抗し、それを妨げ続けた。 1936年に、政治と党務の両方を指揮する新しいポストとして党に事務総長 (Director-General) が設けられ、これに就任すると、ホーキンスの権力は一層強化された。ホーキンスはBUFが解散する1940年まで事務総長の座にとどまったが、在任中は機関紙発行や印刷出版、物販など、党の事業部門の経営を一手に引き受けて切り盛りし、ワーカホリックと評されるほど、党本部で働き詰めだった。
ホーキンスは、個人的にもモズレー卿への強い忠誠心をもっていると評判になっていたが、他方では、逆にモズレー卿に強い影響を及ぼしてもいた。イギリスの公安警察は、ホーキンスとウィリアム・ジョイスが、モズレー卿に反ユダヤ主義を吹き込んだものと見ていた。後年のモズレー卿は、ホーキンスが「卓越したキャラクターと能力を備えた男」であったとよく述べていた。
第二次世界大戦が勃発すると、ホーキンスは「ノルディック・リーグ」(Nordic League)、「右翼クラブ」(Right Club)、「リンク」(The Link)、「イギリス人民党」(British Peoples Party) など、他の右翼グループの指導者たちと会見を重ねて、モズレー卿の下に統一戦線を築こうとするが、この試みは失敗に終わる。ホーキンスは従軍を志願したが、1940年に防衛規則18Bによる最初の一斉検挙が行われた際に、モズレー卿らとともに逮捕された。ホーキンスはスタッフォード監獄に2ヶ月収監され、後にはブリックストン監獄に移されて、戦時中の大部分を獄中で過ごした。1944年に釈放された後は、事業に専念し、かつてのBUF党員に仕事を世話することもあった。
戦後、1948年にネオ・ファシスト組織「ユニオン・ムーブメント」(Union Movement) が創設された際には、ホーキンスも組織の一員として参加したが、既に健康を害していたこともあって、指導的な立場には就かなかった。ホーキンスは、1950年のクリスマスに、気管支喘息により、47歳で亡くなった。